# 印第安派因 (亞利桑那州)
印第安松（英語：Indian Pine）是位於美國亞利桑那州納瓦霍縣的一個非建制地區。該地的面積和人口皆未知。

## 地理
印第安松的座標為34°04′48″N 109°54′19″W / 34.08000°N 109.90528°W，而該地的平均海拔高度為2187米（即7175英尺）。